# Hochstadt am Main
Hochstadt am Main là một đô thị thuộc huyện Lichtenfels trong bang Bayern nước Đức. Đô thị Hochstadt am Main có diện tích 13,79 km², dân số thời điểm ngày 31 tháng 12 năm 2006 là 1682 người.